# Молоток альпиниста
Ледо́вый молото́к — альпинистский инструмент для восхождений по ледовым и комбинированным маршрутам.
Особенностью ледового молотка является крюк специальной формы, вид которого определяют предполагаемыми характеристиками рельефа и состояния льда — для твёрдого льда выбирают короткий и очень тонкий клюв с мелкими зубцами, для рыхлого льда и фирна — длинный толстый клюв с зубцами большой величины. При этом вес молотка — в пределах 370-790 грамм, а длина рукояти может варьироваться от 35 до 45 см, на её конце нередко имеется отогнутый штычок для защиты ладоней от контакта со льдом.